# Kyaw Hla Aung
Kyaw Hla Aung (* 16. August 1940 in Akjab, Burma; † 31. Juli 2021 in Botahtaung, Rangun, Myanmar) war ein myanmarischer Rechtsanwalt, Bürgerrechtler und Mitglied der Rohingya-Minderheit.

## Leben
Kyaw Hla Aung wurde 1940 in Akjab, der Hauptstadt der Verwaltungseinheit Rakhaing-Staat, als Sohn eines Regierungsbeamten geboren. Er absolvierte seine Ausbildung in Akjab und begann dort 1960 als Gerichtsangestellter und Stenograph. Aufgrund der Ungerechtigkeiten und Diskriminierung der Rohingya, die er sah, gab er seine Stellung auf und begann eine Ausbildung als Rechtsanwalt, die er 1982 mit Auszeichnung abschloss.
Im Jahr 1986, als die Regierung von Burma begann, das Land der Rohingya zu konfiszieren, vertrat Kyaw Hla Aung eine Gruppe von Bauern und legte gegen die Enteignungen Berufung ein. Als Vergeltungsmaßnahme wurde er verhaftet und verbrachte zwei Jahre im Gefängnis in Rangun. Im Zusammenhang mit den Unruhen von 1988 konnte er das Gefängnis verlassen und kehrte nach Akjab zurück. Er war Mitgründer der National Democratic Party for Human Rights, die die Interessen der Rohingya vertreten wollte, und wurde als Kandidat für die Wahlen von 1990 aufgestellt. Um die Kandidatur zu verhindern, wurde er erneut verhaftet und zu 14 Jahren Gefängnis verurteilt. 1997 wurde er im Rahmen einer Amnestie freigelassen, aber danach wiederholt erneut inhaftiert. Sein Haus wurde 2012 bei gegen die Rohingya gerichteten Unruhen niedergebrannt und er lebte danach im Internierungslager Thet Kae Pyin, wo er als einer der Leiter fungierte.
Hauptziel seines Einsatzes war es, Zugang zu Gesundheitsversorgung und Bildung für die Rohingya zu organisieren und auf die Verfolgung der Rohingya aufmerksam zu machen und darüber zu informieren.
Kyaw Hla Aung war verheiratet und hatte sieben Kinder. Er starb Anfang August 2021, zwei Wochen vor seinem 81. Geburtstag.

## Auszeichnungen
Im Jahr 2018 wurde Kyaw Hla Aung für sein Wirken mit dem Aurora-Preis zur Förderung der Menschlichkeit ausgezeichnet.
2019 wurde er von der Zeitschrift Fortune in der Liste World's Greatest Leaders auf Platz 28 geführt.
Die armenische Post widmete ihm 2019 eine Briefmarke.